# Lake Wongitta
Der Lake Wongitta ist ein See im Westen des australischen Bundesstaates Queensland.
Der See liegt am Mittellauf des Mulligan River, nordöstlich der Simpsonwüste und rund 156 Kilometer südwestlich von Boulia.